# Janůvky
Janůvky település Csehországban, a Svitavyi járásban. Janůvky Rudná, Březina, Pohledy és Křenov településekkel határos. Lakosainak száma 65 fő (2024. január 1.).

## Népesség
A település lakosságának változását az alábbi diagram mutatja:
| Lakosok száma | 409  | 442  | 426  | 145  | 82   | 41   | 50   | 60   | 59   | 65   |
|               | 1869 | 1890 | 1921 | 1950 | 1980 | 2001 | 2017 | 2019 | 2022 | 2024 |